# Haste (Osnabrück)
Haste ist ein Stadtteil im Norden der Stadt Osnabrück in Niedersachsen, mit 794,9 Hektar Fläche der fünftgrößte der Stadt. Die zuvor eigenständige Gemeinde wurde im Jahr 1940 nach Osnabrück eingemeindet. In Haste leben 6584 Menschen (Stand 12/2022).

## Räumliche Gliederung
Im Nordwesten grenzt Haste an den Stadtteil Pye, im Norden an die Gemeinde Wallenhorst, im Osten an die Gemeinde Belm, im Süden an die Stadtteile Dodesheide und Sonnenhügel und im Westen an den Stadtteil Hafen. Der Fluss, der durch den Stadtteil fließt, ist die Nette.
Die Stadtteilgrenze von Haste verläuft von der Kreuzung Bramscher Straße/Vehrter Landstraße (Haster Mühle) entlang der Straße An der Netter Heide und des Fürstenauer Wegs, knickt dann nach Nord-Osten ab und bildet nördlich und östlich von Haste die Stadtgrenze zwischen Osnabrück und Wallenhorst bzw. Belm. Entlang der Vehrter Landstraße und später der Nette verläuft die Stadtteilgrenze wieder zurück zur Haster Mühle. Damit liegen auch Teile des heutigen Landschaftsparks Piesberg auf dem Gebiet von Haste.

## Geschichte

### Eingemeindung
Die bis dahin selbstständige Landgemeinde Haste wurde am 1. April 1940 in die Stadt Osnabrück eingemeindet. Grund hierfür war, dass die Wehrmacht die im Haster Gemeindegebiet befindliche Winkelhausenkaserne infrastrukturell nach Osnabrück eingebunden haben wollte. Zudem gab es zwischen Osnabrück und Haste kaum noch Baulücken, weshalb Oberbürgermeister Erich Gaertner schon länger dazu gemahnt hatte, die Bebauung in Haste „in geordnete und städtebaulich einwandfreie Bahnen zu lenken“. Viktor Lutze, der Oberpräsident der Provinz Hannover, verfügte schließlich im Einvernehmen mit der NSDAP, der Stadt Osnabrück und der Wehrmacht die Eingliederung.
Die überwiegend katholisch geprägte und somit den Nationalsozialisten nicht besonders gewogene Haster Bevölkerung war mehrheitlich gegen die Eingemeindung. Als diese einige Jahre zuvor erstmals auf der Agenda gestanden hatte, hatte es erheblichen Widerstand gegeben, dem sich auch Landrat Eberhard Westerkamp angeschlossen hatte. Im Frühjahr 1940, das bereits deutlich im Zeichen des Zweiten Weltkriegs stand, gab es aber allenfalls noch Proteste hinter vorgehaltener Hand – zu sehr hatte sich in Deutschland inzwischen die vom Führerprinzip abgeleitete Maxime „Befehl und Gehorsam“ durchgesetzt, als dass es die Haster Bürger noch gewagt hätten, in einem nennenswerten Umfang gegen die Entscheidung der Obrigkeit zu opponieren. Der Schmerz über den Verlust der Unabhängigkeit zeigte sich aber noch Jahre später, als der 50. Jahrestag der Eingemeindung im Stadtteil mit Rücksicht auf die Gefühle vieler noch lebender Zeitzeugen ausdrücklich nur „begangen“ und nicht etwa gefeiert wurde.

### Bürgermeister
- 1922–1940 Ferdinand Hardinghaus

Am 18. September 1922 wurde Ferdinand Hardinghaus als Nachfolger von Heinrich Hanesch vereidigt. Das Amt behielt er bis zur Eingemeindung am 1. April 1940.

### Einwohnerentwicklung
Die Einwohnerentwicklung des Stadtteils Haste:
| Datum             | Einwohner |
| ----------------- | --------- |
| 31. Dezember 2004 | 6732      |
| 31. Dezember 2005 | 6721      |
| 31. Dezember 2006 | 6625      |
| 31. Dezember 2007 | 6622      |
| 31. Dezember 2008 | 6614      |

| Datum             | Einwohner |
| ----------------- | --------- |
| 31. Dezember 2009 | 6610      |
| 31. Dezember 2010 | 6550      |
| 31. Dezember 2011 | 6530      |
| 31. Dezember 2012 | 6486      |
| 31. Dezember 2013 | 6431      |

| Datum             | Einwohner |
| ----------------- | --------- |
| 31. Dezember 2014 | 6366      |
| 31. Dezember 2015 | 6664      |
| 31. Dezember 2016 | 6742      |
| 31. Dezember 2017 | 6757      |
| 31. Dezember 2018 | 6686      |

| Datum             | Einwohner |
| ----------------- | --------- |
| 31. Dezember 2019 | 6602      |

## Verkehr
Als bedeutende Straße in Haste führt die Bundesstraße 68 durch den Stadtteil und stellt damit eine wichtige Verbindung zwischen Osnabrück und der A 1 dar. Heute fahren in Haste Stadt- und Regionalbuslinien der Stadtwerke Osnabrück. Bis 1959 endete hier die Osnabrücker Straßenbahnlinie 2, welche von der Station „Haste“ in der Bramstraße über die Bramscher Straße, Hasetor, Nikolaiort, Neumarkt in Richtung Schölerberg fuhr.

## Bildung, Religion und Kultur
In Haste liegt die Fakultät für Agrarwissenschaften und Landschaftsarchitektur der Hochschule Osnabrück. Sie entstand 1971 aus einer staatlichen Ingenieurschule für Garten- und Landschaftsbau und wird in Haste bis heute umgangssprachlich schlicht „Gartenbauschule“ genannt. Weitere Bildungseinrichtungen im Stadtteil sind das katholische Gymnasium und ehemalige Internat Angelaschule, die katholische Oberschule Thomas-Morus-Schule (beide in Trägerschaft des Bistums Osnabrück), die Berufsbildenden Schulen Osnabrück-Haste des Landkreises Osnabrück und die städtische Grundschule Haste.
Religiöse Einrichtungen in Haste sind die ev.-luth. Paul-Gerhardt-Kirche (erbaut von dem einheimischen Architekten Max H. Berling, siehe auch Paul-Gerhardt-Kirchen), die kath. Christus-König-Kirche (siehe auch Christkönigskirchen) und das Kloster Nette der „Missionsschwestern vom heiligen Namen Mariens“. Am Ruller Weg liegt der städtisch betriebene Haster Friedhof.
Haste verfügt über eine eigene freiwillige Ortsfeuerwehr der Feuerwehr Osnabrück. Seit 1981 bietet der Stadtteiltreff Haste unter Trägerschaft der Katholischen Familien-Bildungsstätte e. V. einen Anlaufpunkt für Kinder, Jugendliche und Familien. Seit 2006 steht Eltern und Senioren das Mehrgenerationenhaus offen. An der bekannten Wassermühle „Nackte Mühle“ am Östringer Weg finden im Sommer häufig Lern- und Freizeitangebote für Kinder statt. Die Stadtteilbibliothek Haste ist wegen der schwierigen finanziellen Situation der Stadt 2012 geschlossen worden. Auf Haster Gebiet liegt außerdem der heutige Standort des traditionsreichen Musikclubs Hyde Park.
Die kostenlose Bürgerzeitung Haste-Dodesheide-Sonnenhügel-Töne erscheint in den drei aneinandergrenzenden Stadtteilen im Norden Osnabrücks.

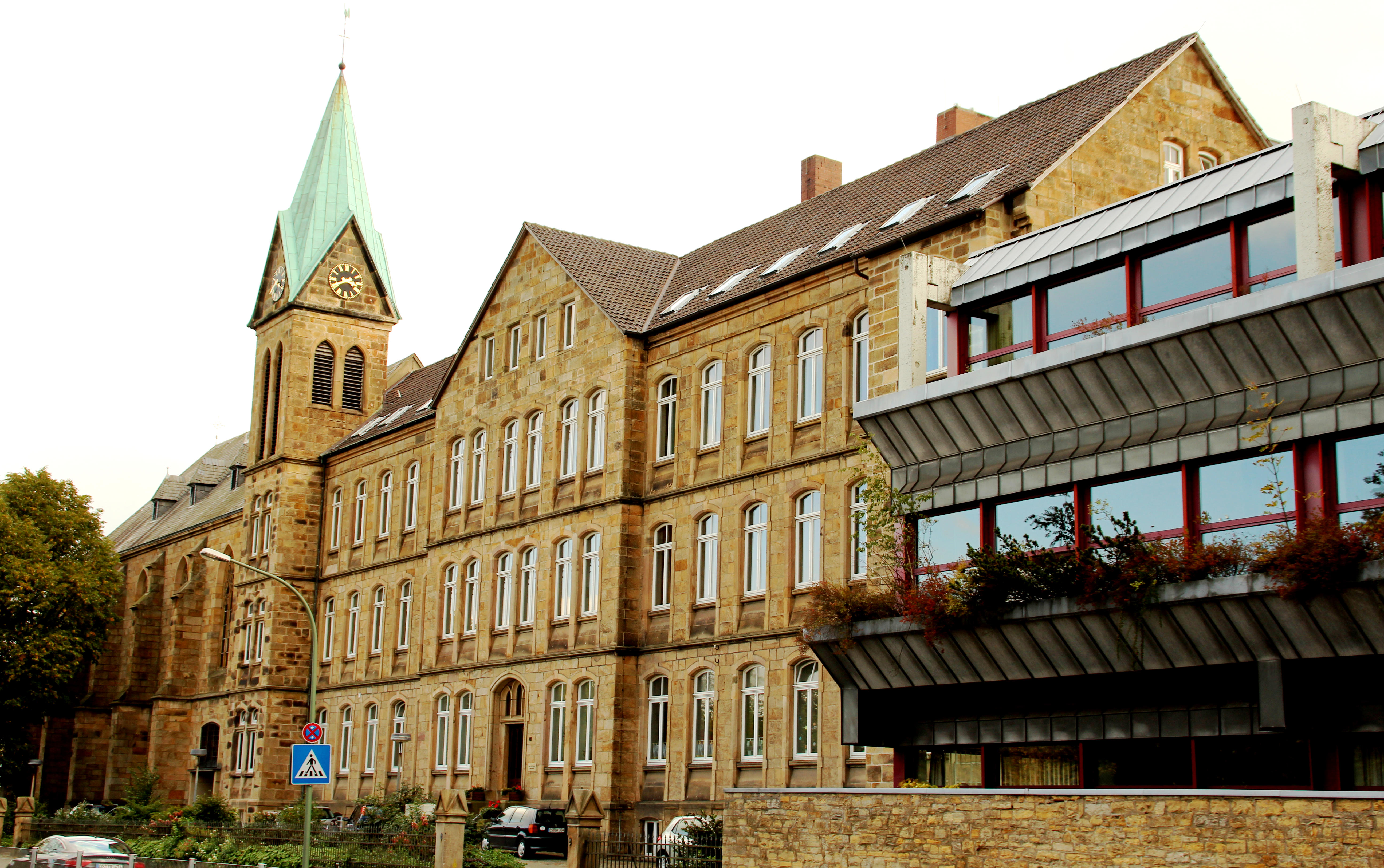
Angelaschule an der Bramstraße
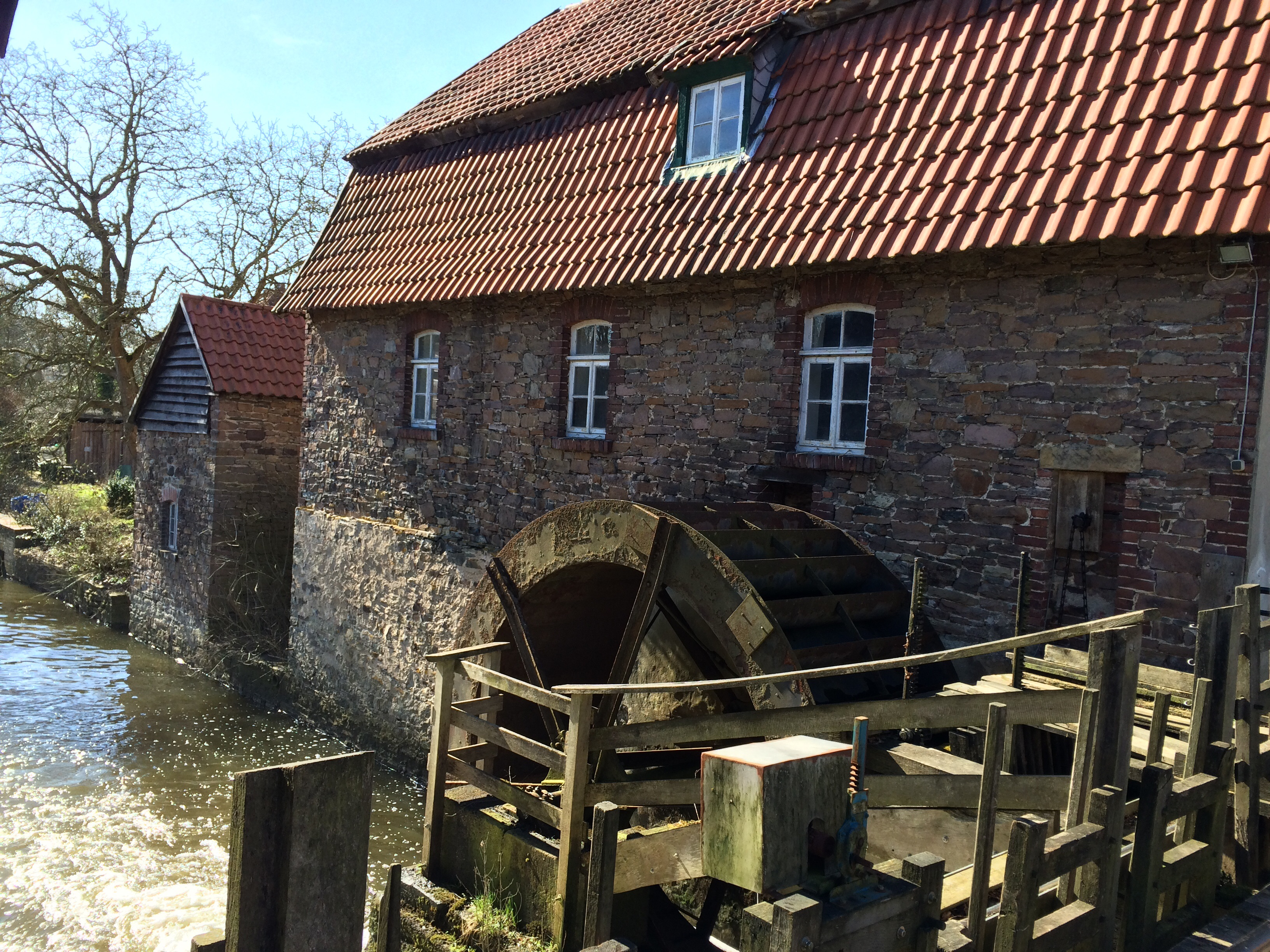
Nackte Mühle an der Nette
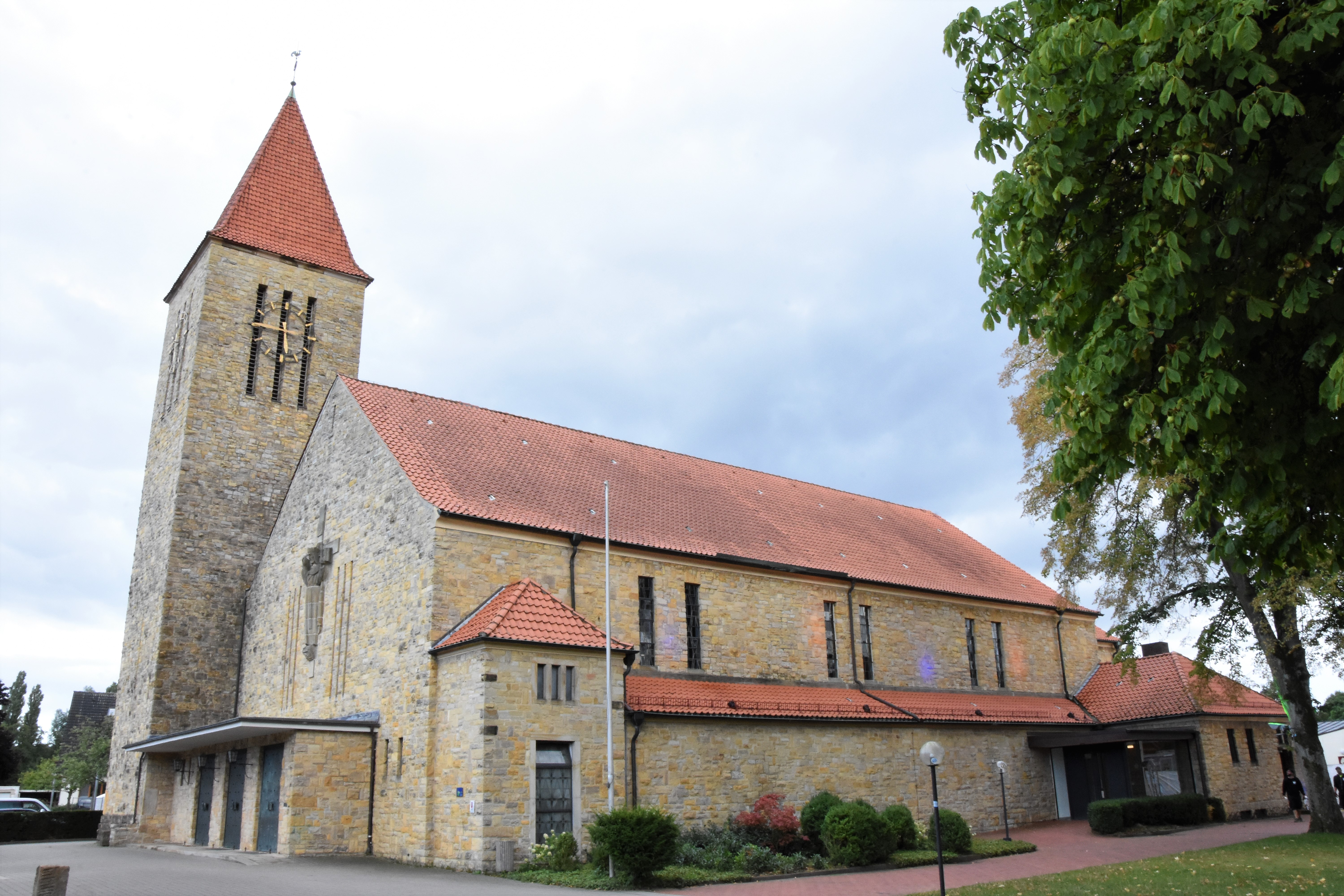
Christus-König-Kirche
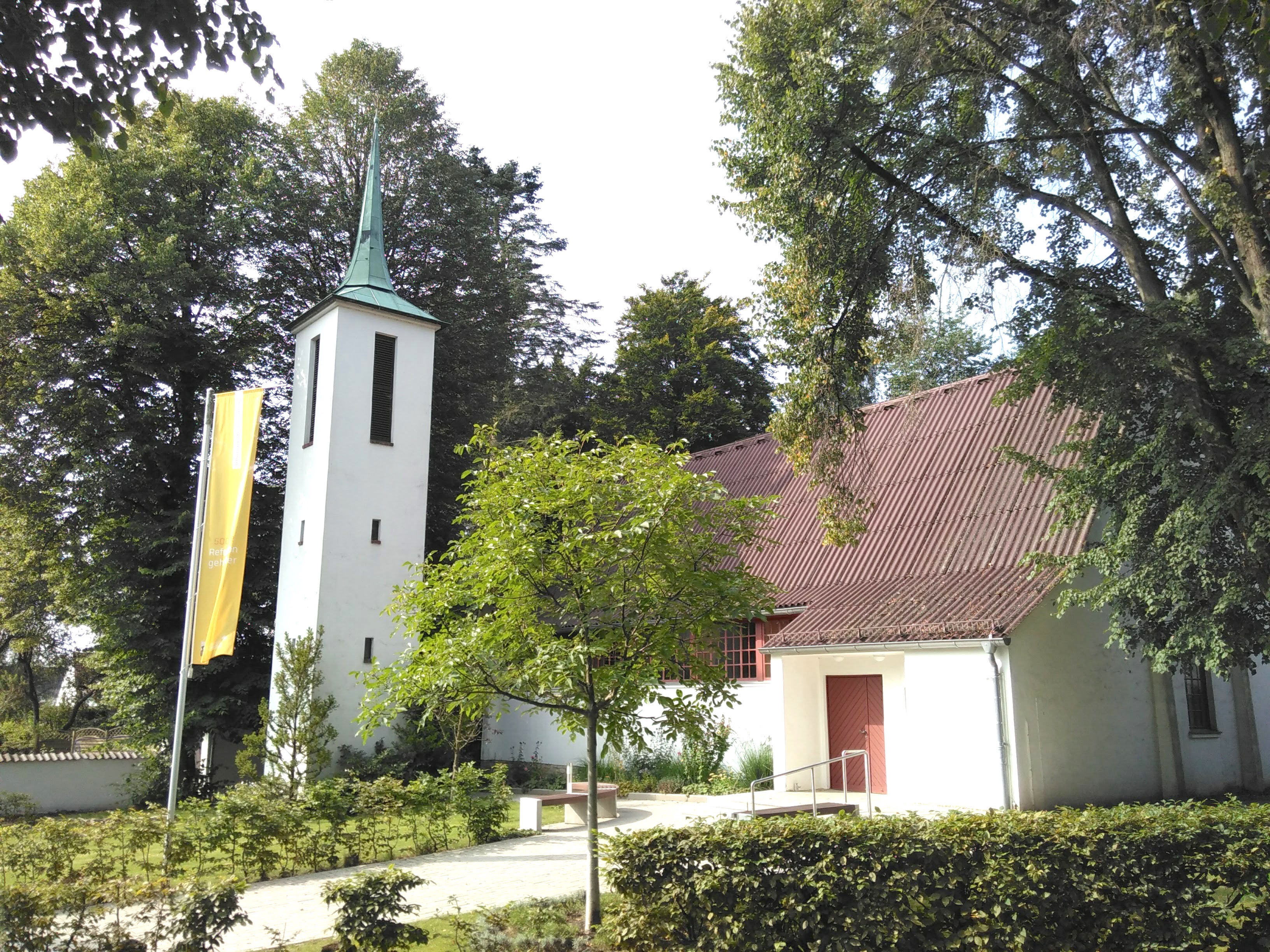
Paul-Gerhardt-Kirche

## Sport
In Haste existieren zwei Sportvereine, der TuS Haste und die Spielvereinigung Haste. Das städtische Sport- und Freizeitbad Nettebad liegt direkt an der Grenze zu Haste, gehört jedoch zum Stadtteil Sonnenhügel.

## Personen
Der Bildhauer Fritz Szalinski wurde 1905 in Haste geboren.

## Kulturdenkmäler

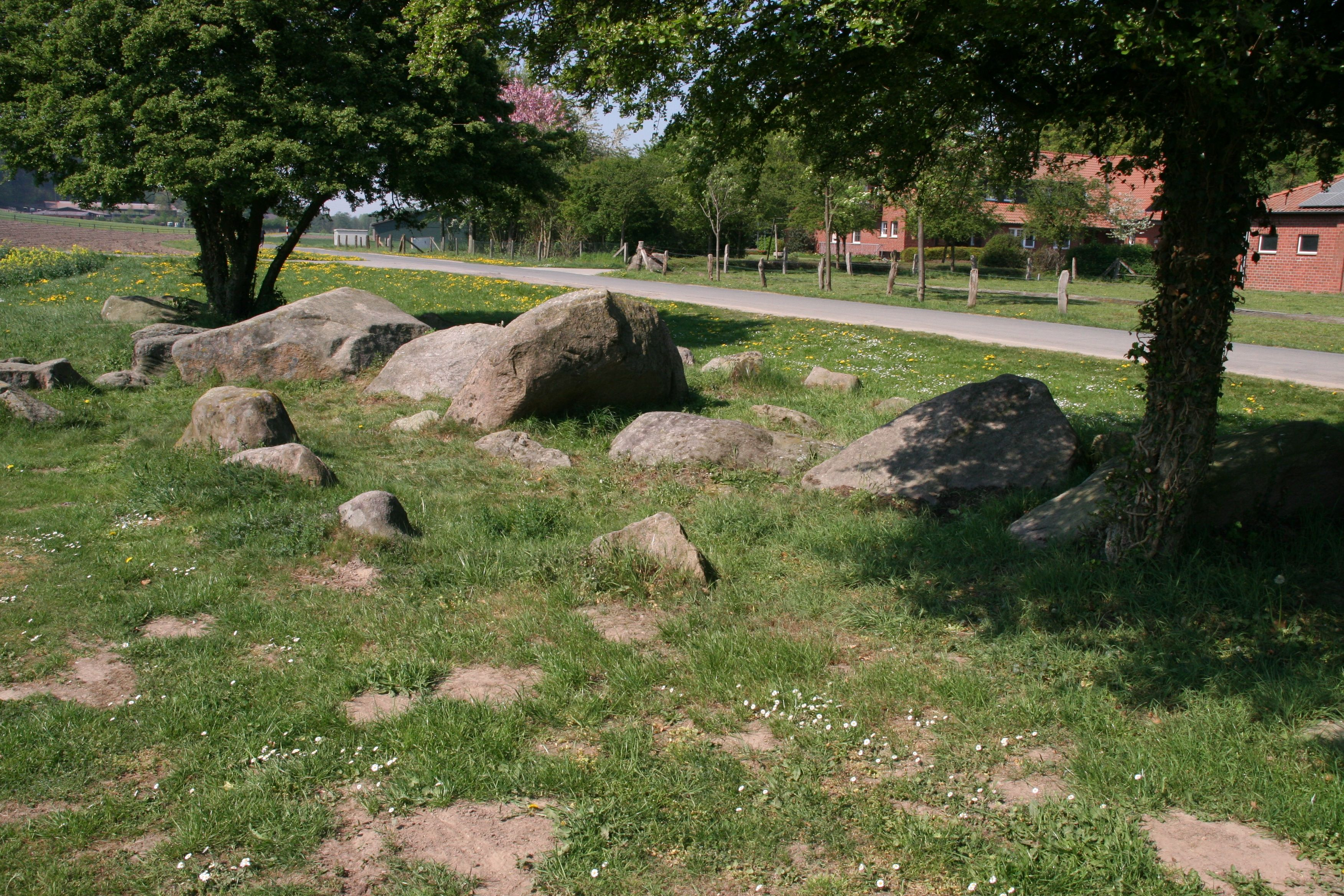
Kulturdenkmal Östringer Steine

- Die Karlsteine, eines der bekanntesten Großsteingräber der Jungsteinzeit im Raume Osnabrück, liegen nordwestlich von Haste.
- Die Östringer Steine, ebenso wie die Karlsteine Station der Straße der Megalithkultur in Osnabrück, liegen östlich von Haste.